# Gennaro Rubino
Gennaro Alberto Rubino (Bitonto, 23 novembre 1859 – Lovanio, 14 marzo 1918) è stato un anarchico italiano. Tentò invano di assassinare il re Leopoldo II del Belgio.

## Biografia
Rubino nacque a Bitonto, durante il periodo di unificazione italiana. Fu condannato a cinque anni di detenzione per aver scritto un articolo in un giornale sovversivo. Nel 1893 fu di nuovo nei guai con la giustizia, fu, infatti arrestato per un furto a Milano e subì una lunga reclusione. Rubino evase dal carcere dopo un po' di tempo e si stabilì prima a Glasgow in Scozia, quindi si trasferì a Londra. Non riuscì a trovare lavoro ma ebbe assistenza dall'Ambasciata inglese. 
Nel maggio del 1902 Rubino fu denunciato dalla stampa internazionale come spia anti-anarchica. Decise allora di commettere un assassinio, al fine di dimostrare la propria fedeltà all'anarchia. Secondo gli interrogatori della polizia, avrebbe avuto inizialmente l'intenzione di uccidere Edoardo VII del Regno Unito, ma alla fine decise di rinunciare a causa del grande favore che la monarchia britannica riscuoteva presso l'opinione pubblica inglese, preferendo quindi colpire Leopoldo II del Belgio.

### Il tentato assassinio al Re Leopoldo di Belgio
Alla fine di ottobre 1902, Rubino si trasferì a Bruxelles. La mattina del 15 novembre 1902, re Leopoldo era di ritorno da una cerimonia in memoria di sua moglie Maria Enrichetta, recentemente deceduta. Rubino prese una pistola e attese il ritorno del re tra la folla in Rue Royale davanti alla Borsa di Bruxelles. Dopo averlo identificato, Rubino prese la sua pistola e sparò tre colpi al re. Tutti e tre i tiri furono vani, anche se uno fracassò la finestra di una carrozza.
Rubino fu immediatamente identificato dalla folla e poi arrestato dalla polizia e messo in un taxi. La folla infuriata circondava e colpiva il veicolo con coltelli e bastoni. La polizia incontrò grande difficoltà a calmare la folla, che gridava, alternativamente, "Uccidetelo!" e "Viva il re!"
Alla stazione di polizia Rubino fu perquisito e fu trovato in possesso di una pistola, di proiettili e di cartoline con i ritratti di re Leopoldo, del Principe Alberto e della Principessa Elisabetta. Rubino confermò tranquillamente che quelle cartoline le aveva utilizzate per riconoscere i membri della famiglia reale e disse che se avesse potuto avrebbe sparato "al re d'Italia, così come ha tentato di fare al re del Belgio, perché sono sovrani tiranni che causano la miseria dei loro popoli". Egli affermò anche che non aveva complici, anche se diverse persone, che gli furono vicino quando sparò, affermarono che fu accompagnato da un uomo poi scappato tra la folla.

### Le conseguenze del vano tentativo
In seguito al tentato assassinio, molti anarchici erano convinti che l'evento fosse organizzato dalla polizia al fine di giustificare la successiva repressione della stessa contro gli anarchici di tutta Europa. Questa speculazione fu alimentata dal fatto che i proiettili che aveva con sé Rubino erano già stati sparati e che non erano presenti proiettili nella pistola che recava con sé. Questo fu contraddetto da diverse segnalazioni che affermarono che la sua pistola non fu mai trovata dalla polizia.
Rubino fu processato a Bruxelles nel febbraio 1903. Al processo Rubino non si pentì del proprio gesto, anzi se ne vantò, dichiarando che egli aveva sperato di poter uccidere il re, il principe Alberto ed alcuni esponenti del clero. Durante il processo Rubino spesso esponeva dottrine anarchiche che non riconoscevano né leggi, né giudici. La giuria dichiarò Rubino colpevole e quindi fu condannato all'ergastolo. Morì il 14 marzo 1918 nel carcere di Lovanio in Belgio.